# Prințul Sigvard, Duce de Uppland
Sigvard Oscar Fredrik Bernadotte, Conte de Wisborg (7 iunie 1907 – 4 februarie 2002) a fost designer industrial suedez. A fost al doilea fiu al regelui Gustaf al VI-lea Adolf al Suediei și al primei lui soții Prințesa Margaret de Connaught. A fost cunoscut drept Prințul Sigvard, Duce de Uppland, însă și-a pierdut titlul regal în 1934 când a făcut o căsătorie morganatică.

## Căsătorii
S-a căsătorit de trei ori; la 8 martie 1934 la Londra s-a căsătorit cu Erica Maria Patzek și, din cauza căsătorie morganatice și-a pierdut titlul de Prinț și a fost exclus din linia de succesiune. Sigvard și Erika nu au avut copii și au divorțat la 14 octombrie 1943.
Numai 12 zile mai târziu, la 26 octombrie la Copenhaga s-a căsătorit cu Sonja Christensen Robbert. Au avut un fiu, Contele Michael Sigvard Bernadotte af Wisborg, născut la Copenhaga la 21 august 1944. Sigvard și Sonja au divorțat la 6 iunie 1961.
O lună mai târziu, la 30 iulie 1961, s-a căsătorit la Stockholm cu Marianne Lindberg, care a devenit Contesa Marianne Bernadotte af Wisborg.

## Titlu
La 2 iulie 1951 a fost numit Conte Bernadotte af Wisborg de Marea Ducesă Charlotte de Luxembourg. La 28 mai 1983 Sigvard a anunțat agenția de știri suedeză Tidningarnas Telegrambyrå că își dorește înapoi titlul de prinț.
De-a lungul anilor a solicitat recuperarea titlului princiar (deși nu a solicitat și reintrarea în linia de succesiune) însă regele Carl al XVI-lea Gustaf al Suediei a rămas înstrăinat de unchiul său. Sigvard a fost la Curtea Europeană a Drepturilor Omului în eforturile sale de a reobține titlul pierdut. În 2004, la doi ani de la decesul lui Sigvard, Curtea a declarat cererea inadmisibilă.
Din 1994 până în 2002, a fost cel mai în vârstă strănepot al reginei Victoria și a ajuns la vârsta de 94 de ani; încă mai este descendentul de sex masculin cu cea mai lungă durată de viață.